# Bessatsu Hana to Yume
Bessatsu Hana to Yume (別冊花とゆめ), popularmente conhecida como BetsuHana, é uma revista mensal japonesa de mangás shōjo publicada pela Hakusensha. A revista começou a ser publicada em 1977 de forma trimestral como uma revista irmã da Hana to Yume ao custo de 300 ienes. Em setembro de 2006 a revista passou a ser publicada mensalmente. Com isso, o tamanho das páginas da revista mudaram do formato A5 para B5. Novas edições da Bessatsu Hana to Yume são publicadas no dia 26 de cada mês e custam 630 ienes (2017).

## Séries atuais
| Título da série                                                                           | Autor           | Início            |
| ----------------------------------------------------------------------------------------- | --------------- | ----------------- |
| Barairo Guardian (薔薇色ガーディアン)                                                     | Fujisaki Mao    | Setembro de 2010  |
| Boku wa Chikyuu to Utau: BokuTama Jisedai-hen II (ぼくは地球と歌う ―ぼく地球 次世代編II―) | Hiwatari Saki   | Março de 2015     |
| Hyakka Mangekyou (百花万華鏡)                                                             | Izawa Rei       | Abril de 2016     |
| In Jack Out (in JACK out)                                                                 | Yamada Nanpei   | Dezembro de 2010  |
| Kyou & Ippei Series (京&一平シリーズ)                                                     | Kamiya Yuu      | 1991              |
| Kyuuketsuki to Yukai na Nakama-tachi (吸血鬼と愉快な仲間たち)                             | Konohara Narise | Abril de 2016     |
| Ludwig Gensoukyoku (ルードヴィッヒ幻想曲)                                                 | Yuki Kaori      | Dezembro de 2011  |
| Madame Petit (マダム・プティ)                                                             | Takao Shigeru   | Abril de 2012     |
| Patalliro! (パタリロ!)                                                                    | Maya Mineo      | Novembro de 1979  |
| Sakura no Hana no Koucha Ouji (桜の花の紅茶王子)                                          | Yamada Nanpei   | Abril de 2013     |
| Touring Express Euro (ツーリングEXP.Euro)                                                 | Kawasou Masumi  | 2009              |
| Usotoki Rhetoric (嘘解きレトリック)                                                       | Miyako Ritsu    | Junho de 2012     |
| Wonder Honey (ワンダーハニー)                                                             | Emura           | Fevereiro de 2017 |

## Séries finalizadas
- Otomen
- Ludwig Kakumei
- Shitsuji-sama no Okiniiri
- Guignol Kyuutei Gakudan
- Yorugata Aijin Senmonten Blood Hound DX
- Shinrei Tantei Yakumo: Akai Hitomi wa Shitteiru
- Akusaga
- Rasetsu no Hana
- Yukarism
- Kaine
- Meine Liebe: Eien Naru Traumerei
- Gold Rush 21
- Orange Chocolate
- Hard Romantica
- Oyome ni Ikenai!
- Boku wo Tsutsumu Tsuki no Hikari: BokuTama Jisedai-hen
- Neko no Machi no Ko
- Yume no Moribito
- Palace Meidi
- Sorairo Kaigan
- Itsuka no Haru
- 1 + 1
- Card no Ousama
- Chou Osuteki Darling
- Hokusou Shinsengumi
- Ai no Moto ni Tsudoe
- Idea no Hana
- Guuzen ga Nokosu Mono - Kioku Senmei II
- Hosutan he Youkoso
- Harapeko Vampino
- 1+1=0
- Kanbayashi & Kirika series
- Rashanu!
- Kokoro Iroiro
- King Marker
- Itsudemo Otenki Kibun
- Usotsuki Voice
- Makoto no Kuni
- Kuroneko to Koushaku no Juusha
- Papagoto
- Gin
- Hinageshi Shoujo Kagekidan
- Mirai Kontengi
- Wan no Mi
- Te no Hira ni Hoshi
- Crusader
- Yamiyo Mori no Guuwa
- Joshi no Seifuku
- Oh! Warera Rettou Seitokai
- Majutsushi